# Tournoi de tennis d'Orlando

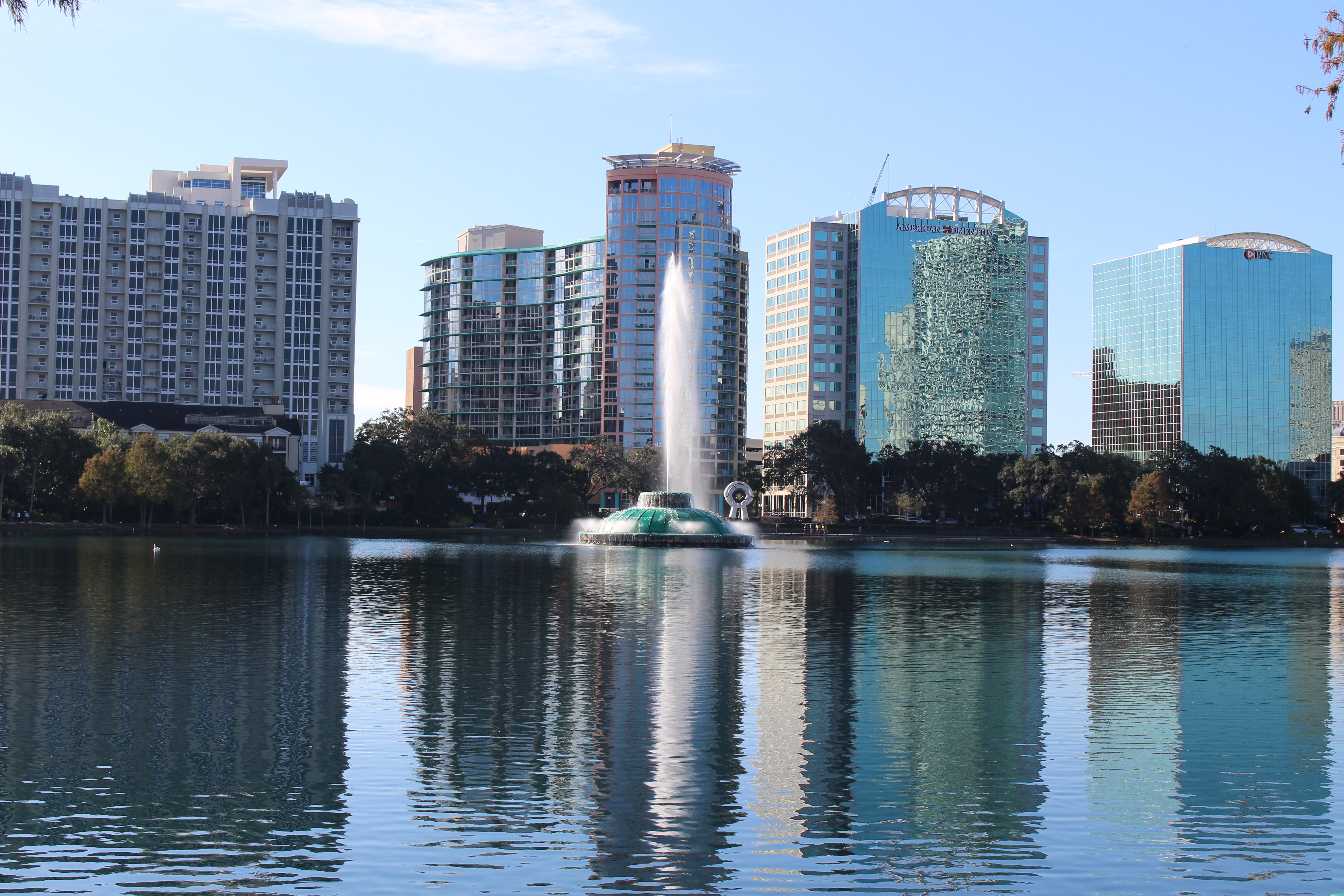
Lac Eola et ciel d'Orlando.

Le tournoi d'Orlando (Floride, États-Unis) est un ancien tournoi de tennis féminin du circuit professionnel WTA et masculin du circuit professionnel ATP.
Le tournoi féminin a été organisé neuf fois entre 1974 et 1985.
Martina Navrátilová s'y est imposée à sept reprises en simple, la 8e fois, en 1975, ayant été enlevé par Chris Evert face à cette même Navrátilová.
Le tournoi masculin a été organisé en 1974 et 1975 comme tournoi du World Championship Tennis. D'autres épreuves masculines ont également été organisées à Orlando en 1987 (voir Classic d'Atlanta) et de 1997 à 2000 (voir US Clay Court Championship).
À la suite de la création du nouveau centre national, le USTA National Campus,, un tournoi féminin du circuit ITF doté de 25 000 $ est créé à Orlando en 2017, suivi en 2019 par un nouveau tournoi masculin du circuit Challenger.

## Palmarès dames

### Simple
| No | Date       | Nom et lieu du tournoi                           | Catégorie      | Dotation       | Surface        | Vainqueure          | Finaliste           | Score          |                |
| -- | ---------- | ------------------------------------------------ | -------------- | -------------- | -------------- | ------------------- | ------------------- | -------------- | -------------- |
| 1  | 16-09-1974 | Barnett Bank Tennis Classic, Orlando             |                | 50 000 $       | Terre (ext.)   | Martina Navrátilová | Julie Heldman       | 7-6, 6-4       | Tableau        |
| 2  | 13-10-1975 | Barnett Bank Classic, Orlando                    |                | 50 000 $       | Terre (ext.)   | Chris Evert         | Martina Navrátilová | default        | Tableau        |
| 3  | 13-03-1978 | Avon Futures of Orlando, Orlando                 | Futures        | 20 000 $       | NC             | Mary Struthers      | Valerie Ziegenfuss  | 6-4, 7-5       | Tableau        |
| 4  | 28-04-1980 | United Airlines Tournament, Orlando              |                | 200 000 $      | Terre (ext.)   | Martina Navrátilová | Tracy Austin        | 6-2, 6-4       | Tableau        |
| 5  | 27-04-1981 | United Airlines Tournament, Orlando              |                | 200 000 $      | Terre (ext.)   | Martina Navrátilová | Andrea Jaeger       | 7-5, 6-3       | Tableau        |
| 6  | 26-04-1982 | United Airlines Tournament, Orlando              | Series 7       | 200 000 $      | Terre (ext.)   | Martina Navrátilová | Wendy Turnbull      | 6-2, 7-5       | Tableau        |
| 7  | 18-04-1983 | United Airlines Tournament, Orlando              |                | 200 000 $      | Terre (ext.)   | Martina Navrátilová | Andrea Jaeger       | 6-1, 7-5       | Tableau        |
| 8  | 23-04-1984 | United Airlines Tournament, Orlando              | VS Tour C4     | 200 000 $      | Terre (ext.)   | Martina Navrátilová | Laura Arraya        | 6-0, 6-1       | Tableau        |
| 9  | 22-04-1985 | Chrysler Tournament of Champions, Orlando        |                | 200 000 $      | Terre (ext.)   | Martina Navrátilová | Katerina Maleeva    | 6-1, 6-0       | Tableau        |
|    | 1986-2016  | Pas de tournoi                                   | Pas de tournoi | Pas de tournoi | Pas de tournoi | Pas de tournoi      | Pas de tournoi      | Pas de tournoi | Pas de tournoi |
| 10 | 16-01-2017 | Orlando Professional Tennis Series, Orlando      | ITF            | 25 000 $       | Terre (ext.)   | Katarzyna Piter     | Sofia Kenin         | 64-7, 6-2, 6-4 |                |
| 11 | 15-01-2018 | USTA National Campus Pro Tennis Classic, Orlando | ITF            | 25 000 $       | Terre (ext.)   | Anhelina Kalinina   | Julia Grabher       | 6-2, 3-6, 7-5  |                |
| 12 | 11-11-2019 | USTA National Campus Pro Tennis Classic, Orlando | ITF            | 25 000 $       | Terre (ext.)   | Arantxa Rus         | Irina Fetecău       | 6-3, 6-2       |                |
| 13 | 09-11-2020 | USTA National Campus Pro Tennis Classic, Orlando | ITF            | 25 000 $       | Dur (ext.)     | Alycia Parks        | Robin Montgomery    | 3-6, 6-4, 6-2  |                |

### Double
| No | Date       | Nom et lieu du tournoi                          | Catégorie      | Dotation       | Surface        | Vainqueures                          | Finalistes                             | Score                    |                          |
| -- | ---------- | ----------------------------------------------- | -------------- | -------------- | -------------- | ------------------------------------ | -------------------------------------- | ------------------------ | ------------------------ |
| 1  | 16-09-1974 | Barnett Bank Tennis Classic Orlando             |                | 50 000 $       | Terre (ext.)   | Françoise Dürr Betty Stöve           | Rosie Casals Billie Jean King          | 6-3, 6-7, 6-4            | Tableau                  |
| 2  | 13-10-1975 | Barnett Bank Classic Orlando                    |                | 50 000 $       | Terre (ext.)   | Rosie Casals Wendy Overton           | Chris Evert Martina Navrátilová        | Abandon                  | Tableau                  |
| 3  | 13-03-1978 | Avon Futures of Orlando Orlando                 | Futures        | 20 000 $       | NC             | Bunny Bruning Rayni Fox              | Valerie Ziegenfuss Helen Cawley        | 6-4, 1-6, 6-1            | Tableau                  |
| –  | 27-04-1981 | United Airlines Tournament, Orlando             |                | 200 000        | Terre (ext.)   | Pas de tableau de double             | Pas de tableau de double               | Pas de tableau de double | Pas de tableau de double |
| 4  | 27-04-1981 | United Airlines Tournament Orlando              |                | 200 000 $      | Terre (ext.)   | Martina Navrátilová Pam Shriver      | Rosie Casals Wendy Turnbull            | 6-1, 7-6                 | Tableau                  |
| 5  | 26-04-1982 | United Airlines Tournament Orlando              | Series 7       | 200 000 $      | Terre (ext.)   | Rosie Casals Wendy Turnbull          | Kathy Jordan Anne Smith                | 6-3, 6-3                 | Tableau                  |
| 6  | 18-04-1983 | United Airlines Tournament Orlando              |                | 200 000 $      | Terre (ext.)   | Billie Jean King Anne Smith          | Martina Navrátilová Pam Shriver        | 6-3, 1-6, 7-6            | Tableau                  |
| 7  | 23-04-1984 | United Airlines Tournament Orlando              | VS Tour C4     | 200 000 $      | Terre (ext.)   | Claudia Kohde-Kilsch Hana Mandlíková | Anne Hobbs Wendy Turnbull              | 6-0, 1-6, 6-3            | Tableau                  |
| 8  | 22-04-1985 | Chrysler Tournament of Champions Orlando        |                | 200 000 $      | Terre (ext.)   | Martina Navrátilová Pam Shriver      | Elise Burgin Kathleen Horvath          | 6-3, 6-1                 | Tableau                  |
|    | 1986-2016  | Pas de tournoi                                  | Pas de tournoi | Pas de tournoi | Pas de tournoi | Pas de tournoi                       | Pas de tournoi                         | Pas de tournoi           | Pas de tournoi           |
| 9  | 16-01-2017 | Orlando Professional Tennis Series Orlando      | ITF            | 25 000 $       | Terre (ext.)   | Paula Kania Katarzyna Piter          | Elizabeth Halbauer Sofia Kenin         | 6-7, 6-2, [10-7]         |                          |
| 10 | 15-01-2018 | USTA National Campus Pro Tennis Classic Orlando | ITF            | 25 000 $       | Terre (ext.)   | Guo Hanyu Hsu Ching-wen              | Ulrikke Eikeri Ilona Kremen            | 6-3, 3-6, [12-10]        |                          |
| 11 | 11-11-2019 | USTA National Campus Pro Tennis Classic Orlando | ITF            | 25 000 $       | Terre (ext.)   | Katharine Fahey Stephanie Wagner     | Carolina Meligeni Alves Renata Zarazúa | 4-6, 6-2, [10-7]         |                          |
| 12 | 09-11-2020 | USTA National Campus Pro Tennis Classic Orlando | ITF            | 25 000 $       | Dur (ext.)     | Rasheeda McAdoo Alycia Parks         | Jamie Loeb Erin Routliffe              | 4-6, 6-1, [11-9]         |                          |

## Palmarès messieurs

### Simple
| No | Date       | Nom et lieu du tournoi                        | Catégorie                                     | Dotation                                      | Surface                                       | Vainqueur                                     | Finaliste                                     | Score                                         |                                               |
| -- | ---------- | --------------------------------------------- | --------------------------------------------- | --------------------------------------------- | --------------------------------------------- | --------------------------------------------- | --------------------------------------------- | --------------------------------------------- | --------------------------------------------- |
| 1  | 08-04-1974 | Orlando WCT, Orlando                          |                                               | 50 000 $                                      | Dur (ext.)                                    | John Newcombe                                 | Jaime Fillol                                  | 6-2, 3-6, 6-3                                 |                                               |
| 2  | 24-03-1975 | Orlando WCT, Orlando                          |                                               | 60 000 $                                      | Dur (ext.)                                    | Rod Laver                                     | Vitas Gerulaitis                              | 6-3, 6-4                                      |                                               |
|    | 1976-1986  | Pas de tournoi                                | Pas de tournoi                                | Pas de tournoi                                | Pas de tournoi                                | Pas de tournoi                                | Pas de tournoi                                | Pas de tournoi                                | Pas de tournoi                                |
|    | 1987       | Paine Webber Classic (voir Classic d'Atlanta) | Paine Webber Classic (voir Classic d'Atlanta) | Paine Webber Classic (voir Classic d'Atlanta) | Paine Webber Classic (voir Classic d'Atlanta) | Paine Webber Classic (voir Classic d'Atlanta) | Paine Webber Classic (voir Classic d'Atlanta) | Paine Webber Classic (voir Classic d'Atlanta) | Paine Webber Classic (voir Classic d'Atlanta) |
|    | 1988-1996  | Pas de tournoi                                | Pas de tournoi                                | Pas de tournoi                                | Pas de tournoi                                | Pas de tournoi                                | Pas de tournoi                                | Pas de tournoi                                | Pas de tournoi                                |
|    | 1997-2000  | voir US Men's Clay Court Championship         | voir US Men's Clay Court Championship         | voir US Men's Clay Court Championship         | voir US Men's Clay Court Championship         | voir US Men's Clay Court Championship         | voir US Men's Clay Court Championship         | voir US Men's Clay Court Championship         | voir US Men's Clay Court Championship         |
|    | 2001-2018  | Pas de tournoi                                | Pas de tournoi                                | Pas de tournoi                                | Pas de tournoi                                | Pas de tournoi                                | Pas de tournoi                                | Pas de tournoi                                | Pas de tournoi                                |
| 3  | 31-12-2018 | Orlando Open, Orlando                         | Challenger                                    | 54 160 $                                      | Dur (ext.)                                    | Marcos Giron                                  | Darian King                                   | 6-4, 6-4                                      |                                               |
| 4  | 16-11-2020 | Orlando Open by Nemours, Orlando              | Challenger                                    | 52 080 $                                      | Dur (ext.)                                    | Brandon Nakashima                             | Prajnesh Gunneswaran                          | 6-3, 6-4                                      |                                               |
| 5  | 12-04-2021 | Orlando Open by Nemours I, Orlando            | Challenger                                    | 52 080 $                                      | Dur (ext.)                                    | Jenson Brooksby                               | Denis Kudla                                   | 6-3, 6-3                                      |                                               |
| 6  | 07-06-2021 | Orlando Open by Nemours II, Orlando           | Challenger                                    | 52 080 $                                      | Dur (ext.)                                    | Christopher Eubanks                           | Nicolás Mejía                                 | 2-6, 7-63, 6-4                                |                                               |

### Double
| No | Date       | Nom et lieu du tournoi                        | Catégorie                                     | Dotation                                      | Surface                                       | Vainqueurs                                    | Finalistes                                    | Score                                         |                                               |
| -- | ---------- | --------------------------------------------- | --------------------------------------------- | --------------------------------------------- | --------------------------------------------- | --------------------------------------------- | --------------------------------------------- | --------------------------------------------- | --------------------------------------------- |
| 1  | 08-04-1974 | Orlando WCT, Orlando                          |                                               | 50 000 $                                      | Dur (ext.)                                    | Owen Davidson John Newcombe                   | Brian Gottfried Dick Stockton                 | 7-6, 6-3                                      |                                               |
| 2  | 24-03-1975 | Orlando WCT, Orlando                          |                                               | 60 000 $                                      | Dur (ext.)                                    | Brian Gottfried Raúl Ramírez                  | Colin Dibley Ray Ruffels                      | 6-4, 6-4                                      |                                               |
|    | 1976-1986  | Pas de tournoi                                | Pas de tournoi                                | Pas de tournoi                                | Pas de tournoi                                | Pas de tournoi                                | Pas de tournoi                                | Pas de tournoi                                | Pas de tournoi                                |
|    | 1987       | Paine Webber Classic (voir Classic d'Atlanta) | Paine Webber Classic (voir Classic d'Atlanta) | Paine Webber Classic (voir Classic d'Atlanta) | Paine Webber Classic (voir Classic d'Atlanta) | Paine Webber Classic (voir Classic d'Atlanta) | Paine Webber Classic (voir Classic d'Atlanta) | Paine Webber Classic (voir Classic d'Atlanta) | Paine Webber Classic (voir Classic d'Atlanta) |
|    | 1988-1996  | Pas de tournoi                                | Pas de tournoi                                | Pas de tournoi                                | Pas de tournoi                                | Pas de tournoi                                | Pas de tournoi                                | Pas de tournoi                                | Pas de tournoi                                |
|    | 1997-2000  | voir US Men's Clay Court Championship         | voir US Men's Clay Court Championship         | voir US Men's Clay Court Championship         | voir US Men's Clay Court Championship         | voir US Men's Clay Court Championship         | voir US Men's Clay Court Championship         | voir US Men's Clay Court Championship         | voir US Men's Clay Court Championship         |
|    | 2001-2018  | Pas de tournoi                                | Pas de tournoi                                | Pas de tournoi                                | Pas de tournoi                                | Pas de tournoi                                | Pas de tournoi                                | Pas de tournoi                                | Pas de tournoi                                |
| 3  | 31-12-2018 | Orlando Open, Orlando                         | Challenger                                    | 54 160 $                                      | Dur (ext.)                                    | Romain Arneodo Andrei Vasilevski              | Gonçalo Oliveira Andrea Vavassori             | 7-62, 2-6, [15-13]                            |                                               |
| 4  | 16-11-2020 | Orlando Open by Nemours, Orlando              | Challenger                                    | 52 080 $                                      | Dur (ext.)                                    | Andrey Golubev Aleksandr Nedovyesov           | Mitchell Krueger Jackson Withrow              | 7-5, 6-4                                      |                                               |
| 5  | 12-04-2021 | Orlando Open by Nemours I, Orlando            | Challenger                                    | 52 080 $                                      | Dur (ext.)                                    | Mitchell Krueger Jack Sock                    | Christian Harrison Dennis Novikov             | 4-6, 7-5, [13-11]                             |                                               |
| 6  | 07-06-2021 | Orlando Open by Nemours II, Orlando           | Challenger                                    | 52 080 $                                      | Dur (ext.)                                    | Christian Harrison Peter Polansky             | Juan Cruz Aragone Nicolas Barrientos          | 6-2, 6-3                                      |                                               |